# Haleș
Haleș – wieś w Rumunii, w okręgu Buzău, w gminie Tisău. W 2011 roku liczyła 609 mieszkańców.